# Катериновка (Генический район)
Катериновка (укр. Катеринівка) — село в Новотроицкой поселковой общине Генического района Херсонской области Украины.
Население по переписи 2001 года составляло 155 человек. Почтовый индекс — 75310. Телефонный код — 5548. Код КОАТУУ — 6524480502.
Село Екатериновка основано в 1924 году переселенцами из села Катериновка (Великолепетихский район). Поэтому и получено такое название. Раньше это была экономия Фальц-Фейна под № 7 и раньше называлось просто «седьмое» . В 1928 году в селе образовался ТСОЗ, куда вошли 8 хозяйств, а в 1929 году он перерос в колхоз, который стал называться «Гражданский труд». Первым председателем был Гулякин Дмитрий. В колхозе была своя мельница, молотарка, шеретовка, олейница. Контора была в доме Алипова Антона Федоровича, затем в доме Иванченко Макара Ивановича. В 1932 году председателем колхоза работал Фанин Марк Александрович, затем Енченко Алексей, в 1934 году председателем колхоза работал Кальченко Иван Ефимович, в 1939 — 41 гг. — Пузь Мирон Никитович, колхоз тогда назывался им. Кагановича. После освобождения в 1943 году председателем колхоза работал Бочко Александр Яковлевич, в 1945—46 гг. — Алипов Макар Антонович, с 1946 г до укрупнения с В.-Ильинкой (1950 г.) председателем здесь работал Гармаш Григорий Митрофанович. Во время голодовки в 1932 — 33 гг. никто из жителей села не умер от голода. Начальная школа была организована еще до войны приблизительно в 1936 г. Находилась она в крестьянских домах (в доме Алешиных), а потом была построена хата на две классных комнаты. В 1965 году построена новая школа на 2 классных комнаты. Школа была закрыта и переведена в с. В-Ильинку в 1960 г. В разное время работали здесь учителями; Зозуля Иван Иванович, Педан Анна Максимовна, .Маслова Валентина, Алипов Федор Кириллович, Дорошко Вера Яковлевна, Кутищев Михаил Федорович, Милованова (Гасс) Мария Васильевна. Торговых точек в селе сразу не было, ходили в магазины в с. Яновку, В.-Ильинку. Потом организовали магазинчик н крестьянской избе В конце 50-х годов построили магазин, В 1933 году в селе была организована работа ликбеза (ликвидация безграмотности среди взрослого населения), в нем работал Гаценко Лука Терентьевич. В период, когда председателем колхоза работал Кальченко Иван Ефимович (к-з им. Шевченко) в с. Екатериновка был заложен виноградник около 50 га. Он давал неплохой доход. Спецмашинами отвозили виноград в Новую Каховку на винзавод. Часть винограда перерабатывали на вино в колхозном винцехе и продавали колхозникам. Потом, мотивируя тем, что виноградник требует много рабочих рук, его выкорчевали и начали на его месте сеять зерновые культуры.